# 巴黎彤阁
巴黎彤阁（Pagode rouge）即卢芹斋公馆（Maison de Loo）是法国巴黎的一座私人亚洲艺术博物馆，位于巴黎第八区的热拉尔·乌里广场（place Gérard-Oury）和库尔塞勒路（rue de Courcelles）48号。
巴黎彤阁的建筑为中国宝塔风格，与周围的建筑极为不同，属于亚洲艺术品交易商和收藏家卢芹斋。1925年或1926年，建筑师弗朗索瓦·布洛赫（François Bloch）将一座古典主义风格的法式府邸改建为红色的中式塔楼。
巴黎彤阁收藏有大量3000册书籍、3000件展品、3000张照片以及许多罕见展品。.
巴黎彤阁在2002年和2006年列为法国历史遗迹。